# Mantel
Mantel è un comune tedesco di 2 989 abitanti, situato nel land della Baviera.